# Stazione di Pontida
Stazione di Pontida vasútállomás Olaszországban, Lombardia régióban, Pontida településen.

## Vasútvonalak
Az állomást az alábbi vasútvonalak érintik:
- Lecco–Brescia-vasútvonal

## Kapcsolódó állomások
A vasútállomáshoz az alábbi állomások vannak a legközelebb:
- Stazione di Ambivere-Mapello (Stazione di Brescia, Lecco–Brescia-vasútvonal, kelet)
- Stazione di Cisano-Caprino Bergamasco (Stazione di Lecco, Lecco–Brescia-vasútvonal, nyugat)